# Lista okrętów podwodnych Royal Navy
To jest lista okrętów podwodnych Zjednoczonego Królestwa, podana chronologicznie według typów. Daty oznaczają okres budowy danego typu.

## Benzynowo-elektryczne

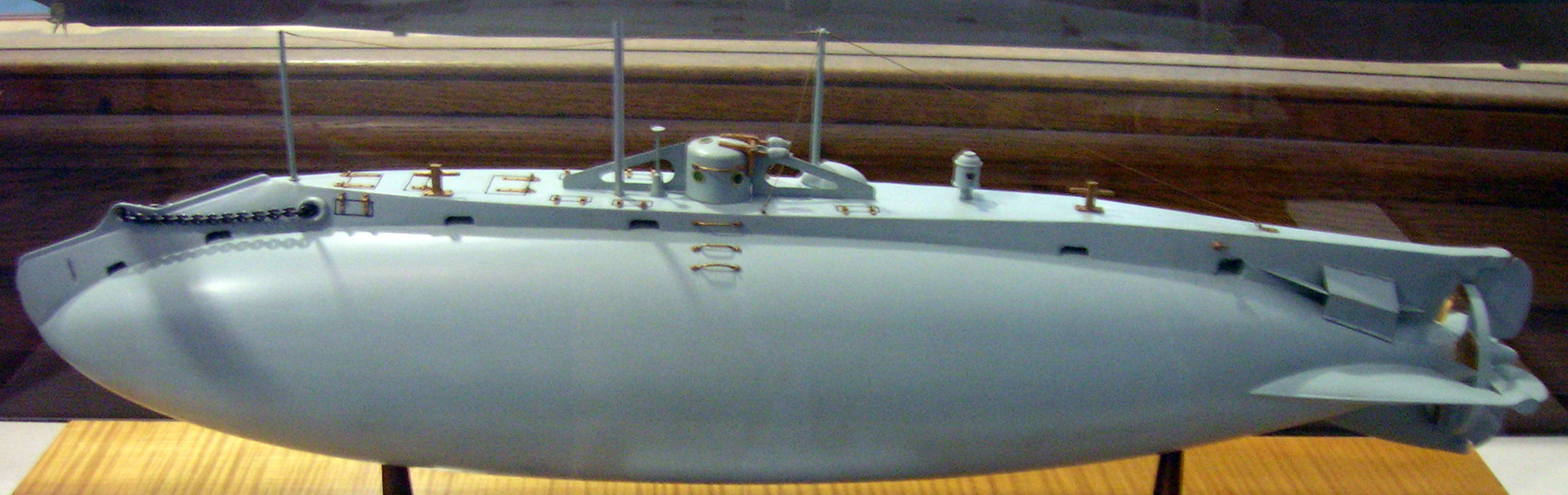
Model HMS Holland 1

- typ Holland – 5 okrętów, 1901–1902[1]
  - Holland 1 • Holland 2 • Holland 3 • Holland 4 • Holland 5
- typ A – 13 okrętów, 1902–1905[1]
  - A1 • A2 • A3 • A4 • A5 • A6 • A7 • A8 • A9 • A10 • A11 • A12 • A13
- typ B – 11 okrętów, 1904–1906[2]
  - B1 • B2 • B3 • B4 • B5 • B6 • B7 • B8 • B9 • B10 • B11
- typ C – 38 okrętów, 1906–1910[2]
  - C1 • C2 • C3 • C4 • C5 • C6 • C7 • C8 • C9 • C10 • C11 • C12 • C13 • C14 • C15 • C16 • C17 • C18 • C19 • C20 • C21 • C22 • C23 • C24 • C25 • C26 • C27 • C28 • C29 • C30 • C31 • C32 • C33 • C34 • C35 • C36 • C37 • C38

## Diesel-elektryczne

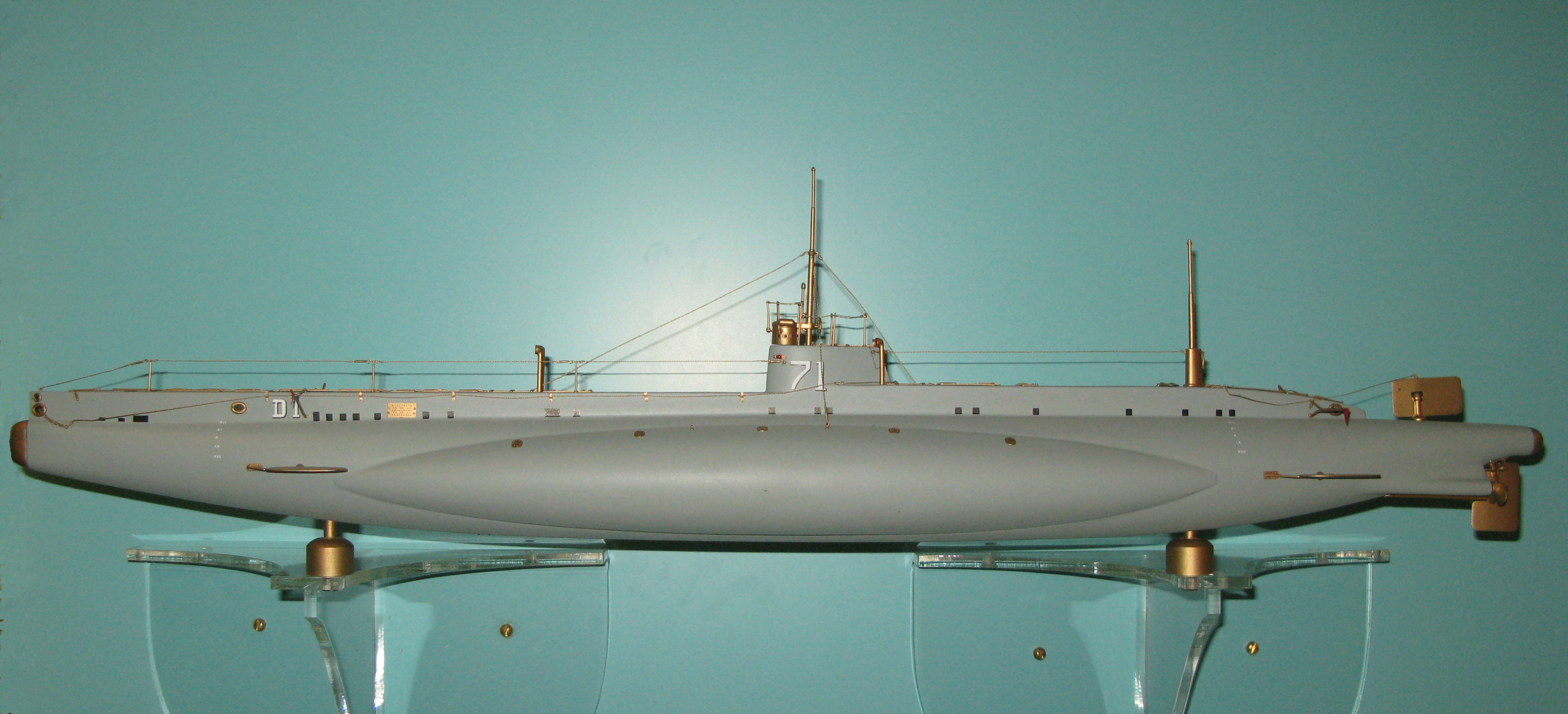
Model HMS D1

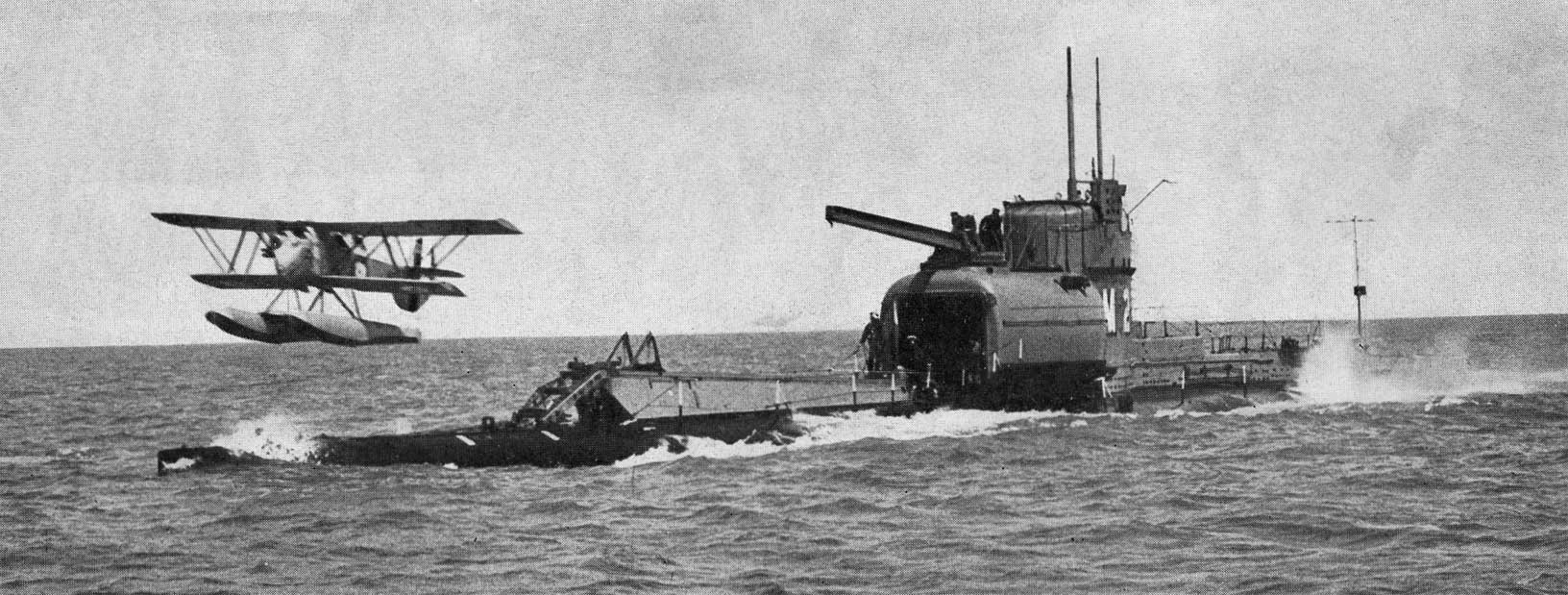
HMS M2

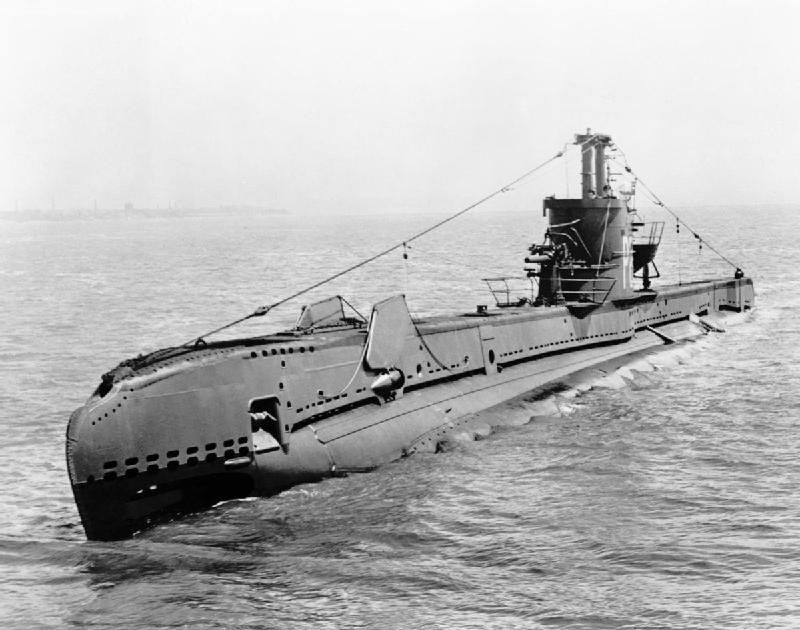
HMS „Stonehenge” typu S

- typ D – 8 okrętów, 1908–1912[2]
  - D1 • D2 • D3 • D4 • D5 • D6 • D7 • D8
- typ E – 58 okrętów, 1912–1916[3]
  - E1 • E2 • E3 • E4 • E5 • E6 • E7 • E8 • E9 • E10 • E11(inne języki) • E12 • E13 • E14 • E15 • E16 • E17 • E18 • E19 • E20 • E21 • E22 • E23 • E24 • E25 • E26 • E27 • E29 • E30 • E31 • E32 • E33 • E34 • E35 • E36 • E37 • E38 • E39 • E40 • E41 • E42 • E43 • E44 • E45 • E46 • E47 • E48 • E49 • E50 • E51 • E52 • E53 • E54 • E55 • E56
- typ F – 3 okręty, 1913–1917[4]
  - F1 • F2 • F3
- typ S – 3 okręty, 1914–1915[5]
  - S1 • S2 • S3
- typ V – 4 okręty, 1914–1915[4]
  - V1 • V2 • V3 • V4
- typ W – 4 okręty, 1914–1915[4]
  - W1(inne języki) • W2 • W3(inne języki) • W4
- typ G – 14 okrętów, 1915–1917[6]
  - G1 • G2 • G3 • G4 • G5 • G6 • G7 • G8 • G9 • G10 • G11 • G12 • G13 • G14
- typ H – 44 okręty, 1915–1919[7]
  - H1 • H2 • H3 • H4 • H5 • H6 • H7 • H8 • H9 • H10 • H11 • H12 • H13 • H14 • H15 • H16 • H17 • H18 • H19 • H20 • H21 • H22 • H23 • H24 • H25 • H26 • H27 • H28 • H29 • H30 • H31 • H32 • H33 • H34 • H41 • H42 • H43 • H44 • H47 • H48 • H49 • H50 • H51 • H52
- typ J – 7 okrętów, 1915–1917[8]
  - J1 • J2 • J3 • J4 • J5 • J6 • J7
- typ M – 4 okręty, 1917–1918[7]
  - M1 • M2 • M3 • M4
- „Nautilus” – 1 okręt, 1917[6]
- typ L(inne języki) – 34 okręty, 1917–1919[9]
  - L1 • L2 • L3 • L4 • L5 • L6 • L7 • L8 • L9 • L10 • L11 • L12 • L14 • L15 • L16 • L17 • L18 • L19 • L20 • L21 • L22 • L23(inne języki) • L24 • L25 • L26 • L27 • L33 • L52 • L53 • L54 • L55 • L56 • L69 • L71
- typ R – 12 okrętów, 1918[10]
  - R1 • R2 • R3 • R4 • R5 • R6 • R7 • R8 • R9 • R10 • R11 • R12
- X1 – 1 okręt, 1921[11]
- typ Odin – 9 okrętów (podtypy Oberon 1, Oxley 2, Odin 6), 1926–1929[12]
  - „Oberon” • „Otway” • „Oxley” • „Odin” • „Olympus” • „Orpheus” • „Osiris” • „Oswald” • „Otus”
- typ Parthian – 6 okrętów, 1929[13]
  - „Pandora” • „Parthian”(inne języki) • „Perseus” • „Phoenix” • „Poseidon” • „Proteus”
- typ Rainbow – 4 okręty, 1930[13]
  - „Rainbow” • „Regent” • „Regulus” • „Rover”
- typ S – 62 okręty (podtypy Swordfish 4, Shark 8, Seraph 33, Subtle 17), 1931–1945[14]
  - „Seahorse” • „Starfish” • „Sturgeon” • „Swordfish” • „Salmon” • „Sealion” • „Seawolf” • „Shark”(inne języki) • „Snapper” • „Spearfish”(inne języki) • „Sterlet” • „Sunfish” • P222 • „Safari” • „Saga” • „Sahib” • „Sanguine” • „Saracen” • „Satyr”(inne języki) • „Sceptre” • „Scorcher” • „Scotsman” • „Scythian” • „Sea Devil” • „Seadog” • „Sea Nymph” • „Sea Rover” • „Sea Scout” • „Selene” • „Seneschal” • „Sentinel” • „Seraph” • „Shakespeare” • „Shalimar”(inne języki) • „Sibyl” • „Sickle” • „Sidon” • „Simoom” • „Sirdar” • „Sleuth” • „Solent” • „Spark” • „Spearhead” • „Spirit” • „Spiteful” • „Splendid” • „Sportsman” • „Springer” • „Spur” • „Statesman” • „Stoic” • „Stonehenge” • „Storm” • „Stratagem” • „Strongbow” • „Stubborn” • „Sturdy” • „Stygian” • „Subtle” • „Supreme” • „Surf” • „Syrtis”
- typ Thames – 3 okręty, 1932[15]
  - „Clyde” • „Severn” • „Thames”
- typ Grampus(inne języki) – 5 okrętów, 1935–1938[16]
  - „Cachalot” • „Grampus” • „Narwhal”(inne języki) • „Porpoise” • „Rorqual”(inne języki) • „Seal”
- typ T – 52 okręty (podtypy Triton 15, Tempest 15, Taciturn 22), 1937–1945[17]
  - „Taku” • „Talisman” • „Tarpon” • „Tetrarch” • „Thetis”/„Thunderbolt” • „Thistle” • „Tigris”(inne języki) • „Torbay” • „Triad” • „Tribune” • „Trident” • „Triton” • „Triumph” • „Truant” • „Tuna”(inne języki) • „Tempest” • „Thorn”(inne języki) • „Thrasher”(inne języki) • „Traveller” • „Trooper” • „Trusty” • „Turbulent” • P311 • „Tabard” • „Taciturn” • „Tactician” • „Talent” (P322) • „Talent” (P337) • „Tally-Ho” • „Tantalus” • „Tantivy” • „Tapir”(inne języki) • „Tarn” • „Taurus” • „Telemachus” • „Templar” • „Teredo” • „Terrapin” • „Thermopylae” • „Thorough” • „Thule” • „Tiptoe” • „Tireless” • „Token” • „Totem” • „Tradewind” • „Trenchant” • „Trespasser” • „Truculent” • „Trump” • „Truncheon” • „Tudor” • „Turpin” • „Thor” • „Tiara” • „Theban” • „Threat” • „Talent” (P343)
- typ U – 49 okrętów, 1937–1943[18]
  - „Undine” • „Unity” • „Ursula” • „Umpire” • „Una” • „Unbeaten” • „Undaunted”(inne języki) • „Union” • „Unique” • „Upholder” • „Upright” • „Urchin” • „Urge” • „Usk” • „Utmost” • „Uproar” • P32 • P33 • „Ultimatum” • „Umbra” • P36 • „Unbending” • P38 • P39 • P41(inne języki) • „Unbroken” • „Unison” • „United” • „Unrivalled” • „Unruffled” • P47 • P48 • „Unruly” • „Unseen”(inne języki) • P52 • „Ultor” • „Unshaken” • „Unsparing” • „Usurper” • „Universal” • „Untamed” • „Untiring” • „Varangian” • „Uther” • „Unswerving” • „Vandal” • „Upstart”(inne języki) • „Varne” • „Vox”
- typ P611 – 4 okręty, 1940[19]
  - P611 • P612 • P613 • P614
- typ V – 22 okręty, 1943–1944[20]
  - „Venturer” • „Viking” • „Veldt” • „Vampire” • „Vox” • „Vigorous” • „Virtue” • „Visigoth” • „Vivid” • „Voracious” • „Vulpine” • „Varne” • „Upshot” • „Urtica” • „Vineyard” • „Variance” • „Vengeful” • „Vortex” • „Virulent” • „Volatile” • „Vagabond” • „Votary”
- typ Amphion – 16 okrętów, 1945–1947[21]
  - „Acheron” • „Aeneas” • „Affray” • „Alaric” • „Alcide” • „Alderney” • „Alliance” • „Ambush” • „Amphion” • „Anchorite” • „Andrew” • „Artemis” • „Artful” • „Astute” • „Auriga” • „Aurochs”
- typ Explorer – 2 okręty, 1954–1955[22]
  - „Excalibur” • „Explorer”
- typ Porpoise – 8 okrętów, 1956–1959[23]
  - „Cachalot” • „Finwhale” • „Grampus” • „Narwhal” • „Porpoise” • „Rorqual” • „Sealion” • „Walrus”
- typ Oberon – 13 okrętów, 1959–1966[24]
  - „Oberon” • „Ocelot” • „Odin” • „Olympus” • „Onslaught” • „Onyx” • „Opportune” • „Opossum” • „Oracle” • „Orpheus” • „Osiris” • „Otter” • „Otus”
- typ Upholder – 4 okręty, 1990–1994[25]
  - „Unicorn” • „Unseen” • „Upholder” • „Ursula”

## Parowo-elektryczne

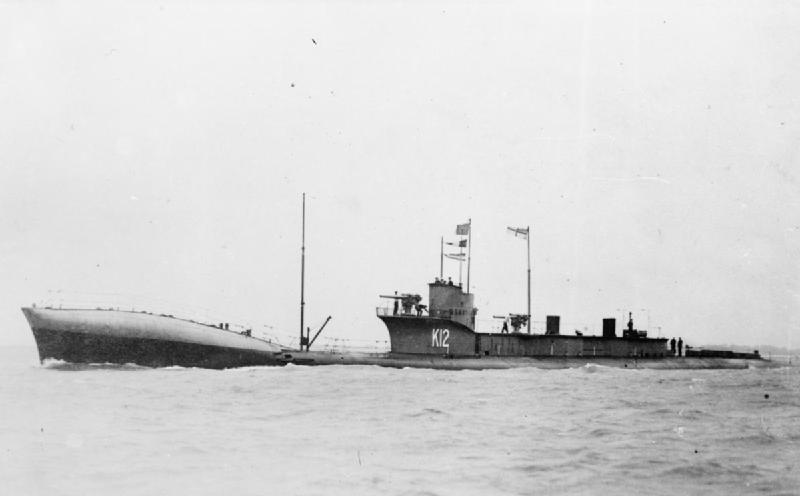
HMS K12

- „Swordfish” – 1 okręt, 1916–1922[6]
- typ K – 22 okręty, 1916–1919[26]
  - K1 • K2 • K3 • K4 • K5 • K6 • K7 • K8 • K9 • K10 • K11 • K12 • K13 • K14 • K15 • K16 • K17 • K26

## Miniaturowe okręty

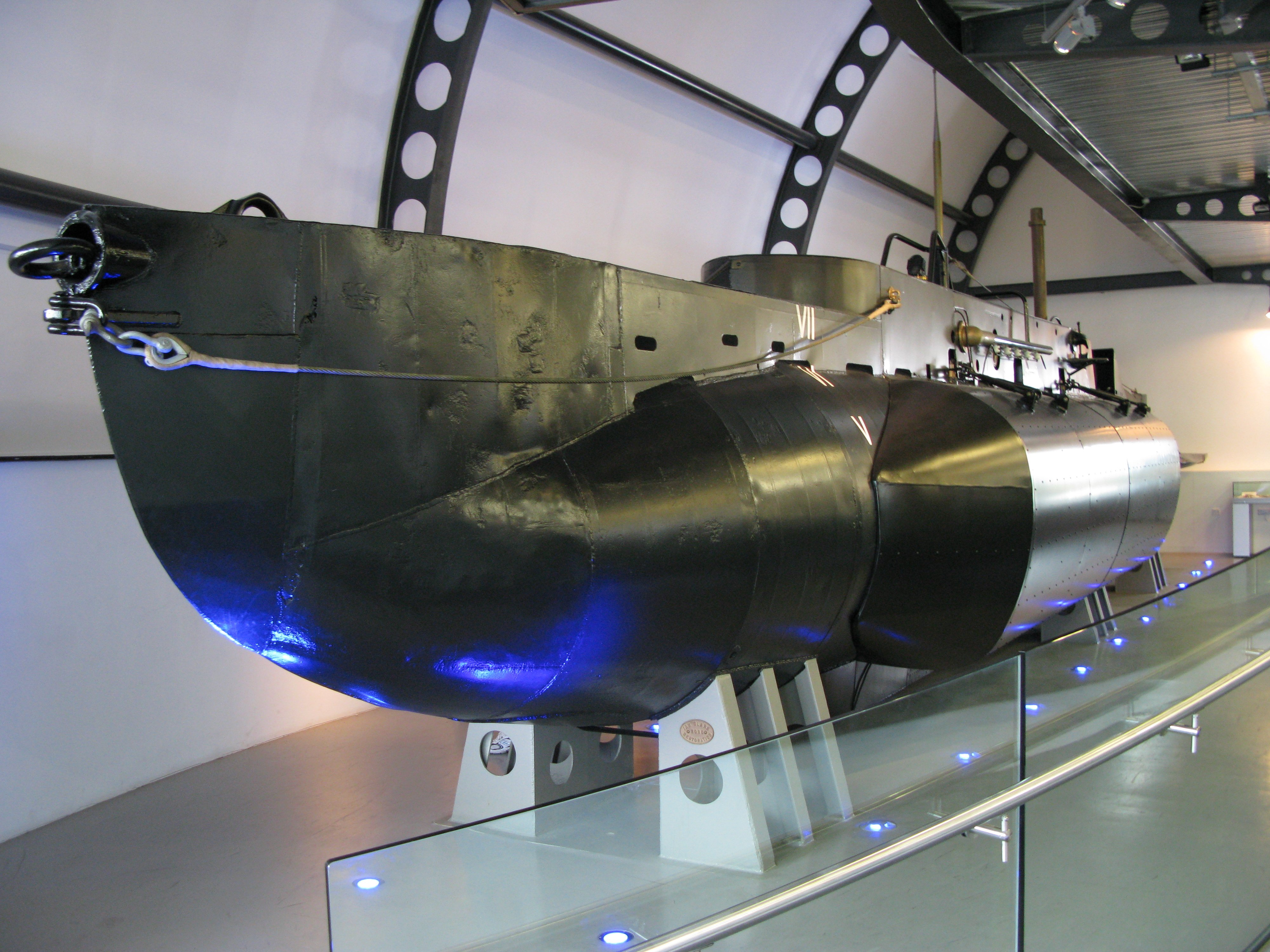
HMS X24

- typ Welman – ponad 100 jednostek[27]
- typ X – 20 okrętów, 1942–1943[28]
  - X3 • X4 • X5 • X6 • X7 • X8 • X9 • X10 • X20 • X21 • X22 • X23 • X24 • X25 • XT1 • XT2 • XT3 • XT4 • XT5 • XT6
- typ XE – 12 okrętów, 1944[28]
  - XE1 • XE2 • XE3 • XE4 „Exciter” • XE5 • XE6 • XE7 • XE8 „Expunger” • XE9 • XE10 • XE11 • XE12
- typ Stickleback – 4 okręty, 1954–1955[22]
  - X51 Stickleback • X52 Shrimp • X53 Sprat • X54 Minnow

## Okręty o napędzie nuklearnym

### Okręty Floty

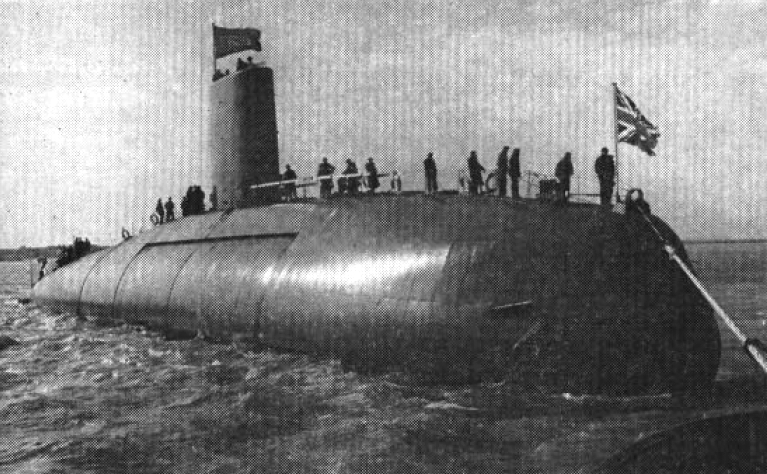
HMS „Dreadnought”

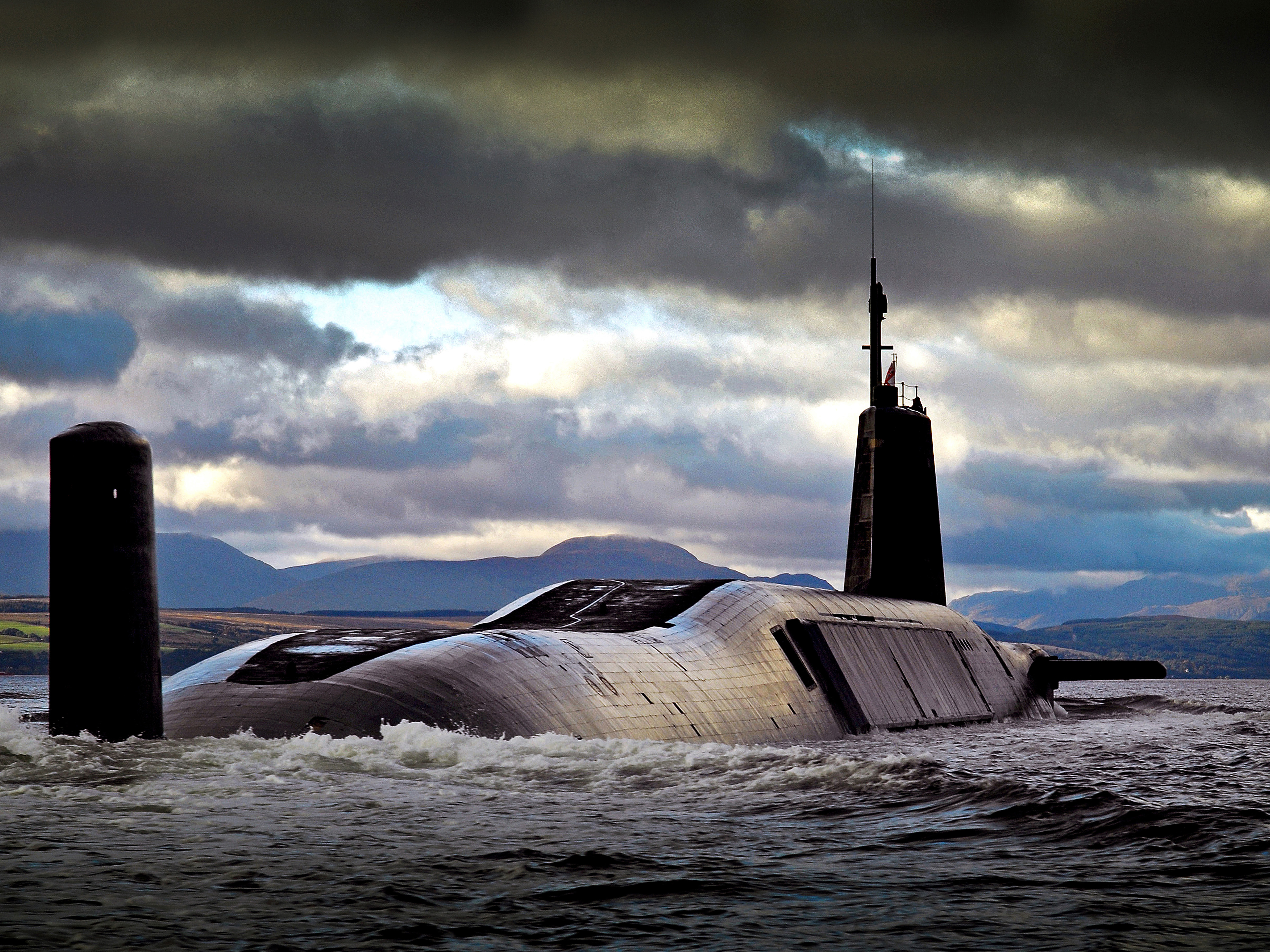
HMS „Vengeance”

- „Dreadnought” – 1 okręt, 1960[23]
- typ Valiant – 2 okręty, 1963–1965[24]
  - „Valiant” • „Warspite”
- typ Churchill – 3 okręty, 1968–1970[24]
  - „Churchill” • „Conqueror” • „Courageous”
- typ Swiftsure – 6 okrętów, 1971–1979[29]
  - „Swiftsure” • „Sovereign” • „Superb” • „Sceptre” • „Spartan” • „Splendid”
- typ Trafalgar – 7 okrętów, 1981–1991[25]
  - „Trafalgar” • „Turbulent” • „Tireless” • „Torbay” • „Trenchant” • „Talent” • „Triumph”
- typ Astute – 7 okrętów (plan), 2010 – obecnie[30]
  - „Astute” • „Ambush” • „Artful” • „Audacious” • „Anson” • „Agamemnon”(inne języki) • „Agincourt”

### Okręty z pociskami balistycznymi
- typ Resolution – 4 okręty, 1964–1969[29]
  - „Renown” • „Repulse” • „Resolution” • „Revenge”
- typ Vanguard – 4 okręty, 1986–1999[31]
  - „Vanguard” • „Victorious” • „Vigilant” • „Vengeance”